# Coppa delle nazioni africane femminile 2024
La Coppa delle nazioni africane femminile 2024, nota anche con la denominazione sponsorizzata TotalEnergies Women's Africa Cup Of Nations 2024, è stata la quindicesima edizione della massima competizione calcistica per nazionali femminili organizzata dalla Confédération Africaine de Football (CAF), la quarta con questa denominazione. Come nella precedente edizione, al torneo hanno partecipato 12 nazionali.
Per la seconda edizione consecutiva, il torneo si è tenuto in Marocco dal 5 al 26 luglio 2025; nonostante sia stato posticipato di circa un anno rispetto al previsto, ha però mantenuto il riferimento al 2024 nel nome. 
Il torneo è stato vinto per la dodicesima volta dalla Nigeria, che in finale ha superato per 3-2 le padrone di casa del Marocco, dopo essere stata inizialmente in svantaggio per 2-0.

## Formato
Il torneo era composto di una fase a gironi e una successiva fase a eliminazione diretta. Le 12 squadre qualificate alla fase finale sono state sorteggiate in tre gironi composti da quattro squadre ciascuno. In ciascun girone, le squadre si sono affrontate una volta, per un totale di tre giornate. Sono passate alla fase a eliminazione diretta le prime due classificate di ciascun girone, più le due migliori terze. Dai quarti di finale in poi, le gare si sono disputate in partita secca a eliminazione diretta. 

## Stadi
| Casablanca                                                                                     | Casablanca              | Rabat                          |
| ---------------------------------------------------------------------------------------------- | ----------------------- | ------------------------------ |
| Stadio Larbi Zaouli                                                                            | Père Jégo Stadium       | Prince Moulay Abdellah Stadium |
| Capienza: 20 000                                                                               | Capienza: 10 000        | Capienza: 21 000               |
|                                                                                                |                         |                                |
| Casablanca Rabat Mohammedia Oujda BerkaneCoppa delle nazioni africane femminile 2024 (Marocco) |                         |                                |
| Mohammedia                                                                                     | Oujda                   | Berkane                        |
| El Bachir Stadium                                                                              | Stadio d'onore di Oujda | Stadio Municipale              |
| Capienza: 15 000                                                                               | Capienza: 35 000        | Capienza: 12 000               |
|                                                                                                |                         |                                |

## Squadre partecipanti
| Pr. | Squadra      | Data di qualificazione certa | Partecipante in quanto                                         | Ultima presenza |
| --- | ------------ | ---------------------------- | -------------------------------------------------------------- | --------------- |
| 1   | Marocco      | 10 agosto 2022               | Rappresentativa della nazione organizzatrice della fase finale | 2022            |
| 2   | Sudafrica    | 4 dicembre 2023              | Vincitrice della fase di qualificazione                        | 2022            |
| 3   | Algeria      | 4 dicembre 2023              | Vincitrice della fase di qualificazione                        | 2018            |
| 4   | Ghana        | 5 dicembre 2023              | Vincitrice della fase di qualificazione                        | 2018            |
| 5   | Senegal      | 5 dicembre 2023              | Vincitrice della fase di qualificazione                        | 2022            |
| 6   | Zambia       | 5 dicembre 2023              | Vincitrice della fase di qualificazione                        | 2022            |
| 7   | RD del Congo | 5 dicembre 2023              | Vincitrice della fase di qualificazione                        | 2012            |
| 8   | Tunisia      | 5 dicembre 2023              | Vincitrice della fase di qualificazione                        | 2022            |
| 9   | Botswana     | 5 dicembre 2023              | Vincitrice della fase di qualificazione                        | 2022            |
| 10  | Mali         | 5 dicembre 2023              | Vincitrice della fase di qualificazione                        | 2018            |
| 11  | Tanzania     | 5 dicembre 2023              | Vincitrice della fase di qualificazione                        | 2010            |
| 12  | Nigeria      | 5 dicembre 2023              | Vincitrice della fase di qualificazione                        | 2022            |

## Fasce
Il sorteggio è stato effettuato il 22 novembre 2024. Le dodici squadre sono state sorteggiate in tre gironi da quattro squadre, con le padrone di casa del Marocco, le campionesse in carica del Sudafrica e la Nigeria seconda squadra africana nella classifica FIFA assegnati, rispettivamente, alle posizioni A1, C1 e B1.
| Teste di serie                           | Fascia 1             | Fascia 2             | Fascia 3                       |
| ---------------------------------------- | -------------------- | -------------------- | ------------------------------ |
| Marocco (A1) Nigeria (B1) Sudafrica (C1) | Zambia Ghana Tunisia | Mali Senegal Algeria | RD del Congo Tanzania Botswana |

## Fase a gruppi

### Gruppo A

#### Classifica
| Pos. | Squadra      | Pt | G | V | N | P | GF | GS | DR |
| ---- | ------------ | -- | - | - | - | - | -- | -- | -- |
| 1.   | Marocco      | 7  | 3 | 2 | 1 | 0 | 7  | 4  | +3 |
| 2.   | Zambia       | 7  | 3 | 2 | 1 | 0 | 6  | 4  | +2 |
| 3.   | Senegal      | 3  | 3 | 1 | 0 | 2 | 6  | 4  | +2 |
| 4.   | RD del Congo | 0  | 3 | 0 | 0 | 3 | 2  | 9  | -7 |

#### Risultati
| Arbitro: | Shamirah Nabadda |

|                               |           |                         |
| Jraïdi 12’ (rig.) Chebbak 87’ | Marcatori | 1’ Banda 27’ Kundananji |

| Arbitro: | Shahenda El Maghrabi |

|                              |           |  |
| Diop 5’, 22’ Ndiaye 13’, 40’ | Marcatori |  |

| Arbitro: | Vincentia Amédomé |

|                               |           |                       |
| Banda 12’, 74’ Kundananji 51’ | Marcatori | 5’, 81’ (rig.) Ndiaye |

| Arbitro: | Antsino Twanyanyukwa |

|                        |           |                                         |
| Kanjinga 6’ Mawete 70’ | Marcatori | 25’, 43’, 75’ Chebbak 83’ (rig.) Mrabet |

| Arbitro: | Shamirah Nabadda |

|                     |           |  |
| Mrabet 45+2’ (rig.) | Marcatori |  |

| Arbitro: | Josephine Wanjiku |

|               |           |  |
| Kundananji 9’ | Marcatori |  |

### Gruppo B

#### Classifica
| Pos. | Squadra  | Pt | G | V | N | P | GF | GS | DR |
| ---- | -------- | -- | - | - | - | - | -- | -- | -- |
| 1.   | Nigeria  | 7  | 3 | 2 | 1 | 0 | 4  | 0  | +4 |
| 2.   | Algeria  | 5  | 3 | 1 | 2 | 0 | 1  | 0  | +1 |
| 3.   | Botswana | 3  | 3 | 1 | 0 | 2 | 2  | 3  | -1 |
| 4.   | Tunisia  | 1  | 3 | 0 | 1 | 2 | 1  | 5  | -4 |

#### Risultati
| Arbitro: | Suavis Iratunga |

|                                      |           |  |
| Oshoala 4’ Babajide 45+1’ Ihezuo 84’ | Marcatori |  |

| Arbitro: | Yacine Samassa |

|               |           |  |
| Karchouni 10’ | Marcatori |  |

| Casablanca 10 luglio 2025, ore 17:00 UTC+0 | Tunisia         | 0 – 0 referto | Algeria | Père Jégo Stadium\| Arbitro: \| Akhona Makalima \| |
| Arbitro:                                   | Akhona Makalima |               |         |                                                    |

| Arbitro: | Aline Umutoni |

|  |           |            |
|  | Marcatori | 89’ Ihezuo |

| Casablanca 13 luglio 2025, ore 20:00 UTC+0 | Nigeria              | 0 – 0 referto | Algeria | Stadio Larbi Zaouli\| Arbitro: \| Antsino Twanyanyukwa \| |
| Arbitro:                                   | Antsino Twanyanyukwa |               |         |                                                           |

| Arbitro: | Aline Guimbang |

|                |           |                                 |
| Khanchouch 12’ | Marcatori | 66’ Radiakanyo 90+5’ Ontlametse |

### Gruppo C

#### Classifica
| Pos. | Squadra   | Pt | G | V | N | P | GF | GS | DR |
| ---- | --------- | -- | - | - | - | - | -- | -- | -- |
| 1.   | Sudafrica | 7  | 3 | 2 | 1 | 0 | 7  | 1  | +6 |
| 2.   | Ghana     | 4  | 3 | 1 | 1 | 1 | 5  | 4  | +1 |
| 3.   | Mali      | 4  | 3 | 1 | 1 | 1 | 2  | 5  | -3 |
| 4.   | Tanzania  | 1  | 3 | 0 | 1 | 2 | 2  | 6  | -4 |

#### Risultati
| Arbitro: | Bouchra Karboubi |

|                                    |           |  |
| Motlhalo 28’ (rig.) Seoposenwe 33’ | Marcatori |  |

| Arbitro: | Aline Guimbang Etong |

|                 |           |  |
| S. Traoré 45+1’ | Marcatori |  |

| Arbitro: | Ghada Mehat |

|         |           |               |
| Kusi 6’ | Marcatori | 52’ A. Traoré |

| Arbitro: | Natacha Konan |

|             |           |           |
| Clement 24’ | Marcatori | 70’ Mbane |

| Arbitro: | Bouchra Karboubi |

|                                              |           |  |
| Ramalepe 5’ Jane 32’ Magaia 61’ Donnelly 79’ | Marcatori |  |

| Arbitro: | Dorsaf Ganouati |

|                                                      |           |              |
| Adubea 12’ Kusi 63’ (rig.) Badu 87’ Boye-Hlorkah 90’ | Marcatori | 41’ Athumani |

### Raffronto tra le terze classificate
Le prime due squadre si qualificano ai quarti di finale.

#### Classifica
| Pos. | Squadra  | Pt | G | V | N | P | GF | GS | DR |
| ---- | -------- | -- | - | - | - | - | -- | -- | -- |
| 1.   | Mali     | 4  | 3 | 1 | 1 | 1 | 2  | 5  | -3 |
| 2.   | Senegal  | 3  | 3 | 1 | 0 | 2 | 6  | 4  | +2 |
| 3.   | Botswana | 3  | 3 | 1 | 0 | 2 | 2  | 3  | -1 |

## Fase a eliminazione diretta

### Tabellone
|  | Quarti di finale | Quarti di finale | Quarti di finale |           |         | Semifinali | Semifinali | Semifinali |       |                 | Finale          | Finale          | Finale |  |
|  |                  |                  |                  |           |         |            |            |            |       |                 |                 |                 |        |  |
|  | 1A               | Marocco          | 3                |           |         |            |            |            |       |                 |                 |                 |        |  |
|  | 1A               | Marocco          | 3                |           |         |            |            |            |       |                 |                 |                 |        |  |
|  | 3C               | Mali             | 1                |           |         |            |            |            |       |                 |                 |                 |        |  |
|  | 3C               | Mali             | 1                |           | Marocco | Marocco    | 1 (5)      |            |       |                 |                 |                 |        |  |
|  |                  |                  |                  |           | Marocco | Marocco    | 1 (5)      |            |       |                 |                 |                 |        |  |
|  |                  |                  | Ghana            | Ghana     | 1 (3)   |            |            |            |       |                 |                 |                 |        |  |
|  | 2B               | Algeria          | Ghana            | Ghana     | 1 (3)   | 0 (2)      |            |            |       |                 |                 |                 |        |  |
|  | 2B               | Algeria          |                  |           |         |            |            |            |       |                 |                 |                 |        |  |
|  | 2C               | Ghana (dtr)      | 0 (4)            |           |         |            |            |            |       |                 |                 |                 |        |  |
|  | 2C               | Ghana (dtr)      | 0 (4)            |           | Marocco | Marocco    | 2          |            |       |                 |                 |                 |        |  |
|  |                  |                  |                  |           |         |            |            |            |       |                 |                 |                 |        |  |
|  |                  |                  | Nigeria          | Nigeria   | 3       |            |            |            |       |                 |                 |                 |        |  |
|  | 1B               | Nigeria          | Nigeria          | Nigeria   | 3       | 5          |            |            |       |                 |                 |                 |        |  |
|  | 1B               | Nigeria          |                  |           |         | 5          |            |            |       |                 |                 |                 |        |  |
|  | 2A               | Zambia           | 0                |           |         |            |            |            |       |                 |                 |                 |        |  |
|  | 2A               | Zambia           | 0                |           | Nigeria | Nigeria    | 2          |            |       | Finale 3º posto | Finale 3º posto | Finale 3º posto |        |  |
|  |                  |                  |                  |           | Nigeria | Nigeria    | 2          |            |       |                 |                 |                 |        |  |
|  |                  |                  | Sudafrica        | Sudafrica | 1       |            |            |            |       |                 |                 |                 |        |  |
|  | 1C               | Sudafrica (dtr)  | Sudafrica        | Sudafrica | 1       | 0 (4)      |            |            | Ghana | Ghana           | 1 (4)           |                 |        |  |
|  | 1C               | Sudafrica (dtr)  |                  |           |         |            |            |            | Ghana | Ghana           | 1 (4)           |                 |        |  |
|  | 3A               | Senegal          | 0 (1)            |           |         | Sudafrica  | Sudafrica  | 1 (3)      |       |                 |                 |                 |        |  |

### Quarti di finale
| Arbitro: | Bouchra Karboubi |

|                                                               |           |  |
| Ohale 2’ Okoronkwo 33’ Ihezuo 45’ Demehin 68’ Ijamilusi 90+1’ | Marcatori |  |

| Arbitro: | Akhona Makalima |

|                                    |           |                        |
| Jraïdi 7’, 79’ (rig.) Chapelle 89’ | Marcatori | 90+7’ (rig.) A. Traoré |

| Arbitro: | Aline Umutoni |

|                                        |                      |                                  |
| Dafeur Guellati Belloumou Taleb Muller | Tiri di rigore 2 – 4 | Bonsu Boaduwaa Boye-Hlorkah Badu |

| Arbitro: | Shahenda El Maghrabi |

|                                  |                      |                      |
| Dhlamini Makhubela Salgado Mbane | Tiri di rigore 4 – 1 | Diop N. Ndiaye Kandé |

### Semifinali
| Arbitro: | Shamirah Nabadda |

|                                 |           |                     |
| Ajibade 45’ (rig.) Alozie 90+4’ | Marcatori | 60’ (rig.) Motlhalo |

| Arbitro: | Suavis Iratunga |

|                                    |                      |                        |
| Ouzraoui 55’                       | Marcatori            | 26’ Nyamekye           |
| Aït El Haj Jraïdi Chapelle Lahmari | Tiri di rigore 4 – 2 | Bonsu Kusi Badu Yeboah |

### Finale terzo posto
| Arbitro: | Shahenda El Maghrabi |

|                                  |                      |                                          |
| Dlamini 68’ (aut.)               | Marcatori            | 45’ Mthandi                              |
| Chantelle Kusi Bonsu Cudjoe Amoh | Tiri di rigore 4 – 3 | Motlhalo Mbane Holweni Magaia Seoposenwe |

### Finale
| Arbitro: | Antsino Twanyanyukwa |

|                         |           |                                                 |
| Chebbak 12’ Mssoudy 24’ | Marcatori | 64’ (rig.) Okoronkwo 71’ Ijamilusi 88’ Echegini |

## Statistiche

### Classifica marcatrici
5 reti
- Ghizlane Chebbak

4 reti
- Nguenar Ndiaye (1 rig.)

3 reti
- Ibtissam Jraïdi (2 rig.)
- Chinwendu Ihezuo
- Barbra Banda
- Racheal Kundananji

2 reti
- Alice Kusi (1 rig.)
- Aissata Traoré (1 rig.)
- Yasmin Katie Mrabet (2 rig.)
- Mama Diop
- Linda Motlhalo (2 rig.)
- Folashade Ijamilusi
- Esther Okoronkwo (1 rig.)

1 rete
- Ghoutia Karchouni
- Gaonyadiwe Ontlametse
- Lesego Radiakanyo
- Princella Adubea
- Evelyn Badu
- Chantelle Boye-Hlorkah
- Stella Nyamekye
- Saratou Traoré
- Kenza Chapelle
- Sakina Ouzraoui Diki
- Sanaâ Mssoudy
- Rasheedat Ajibade (1 rig.)
- Michelle Alozie
- Rinsola Babajide
- Oluwatosin Demehin
- Jennifer Echegini
- Osinachi Ohale
- Asisat Oshoala
- Merveille Kanjinga
- Flavine Mawete
- Ronnel Donnelly
- Bambanani Mbane
- Refiloe Jane
- Hildah Magaia
- Nonhlanhla Mthandi
- Lebogang Ramalepe
- Jermaine Seoposenwe
- Stumai Athumani
- Opah Clement
- Yesmine Khanchouch

autoreti
- Andile Dlamini (1, pro Ghana)